# Ospedale Piero Palagi
L'ospedale Piero Palagi (ex  IOT, Istituto Ortopedico Toscano, e in precedenza già Villa Margherita) si trova a Firenze sul viale Michelangelo, al civico 41. Attualmente è catalogato come presidio ospedaliero.
Dai primi mesi del 2021 è sede della Centrale Operativa della Regione Toscana per il NUE.

## Contesto urbanistico
Il complesso è situato in un'area pedecollinare caratterizzata da complessi monumentali quali la basilica di San Miniato al Monte e il forte di Belvedere, e dal sistema di ville extraurbane che punteggiano la cintura collinare a sud della città murata. L'edificio è posto all'estremità sud orientale di un vasto lotto verde - in parte terrazzato e coltivato ad ulivi - dal perimetro quadrangolare, delimitato a ovest dall'andamento sinuoso di viale Michelangelo, percorso panoramico che conduce all'omonimo piazzale: da qui si snoda la viabilità di servizio che, articolandosi per l'intero lotto, serve i diversi immobili e padiglioni. I lati settentrionale, orientale e meridionale sono delimitati da aree verdi (colture ad olivi o giardini di pertinenza delle residenze) mentre per un tratto il confine occidentale è costituito dai retri delle abitazioni su via Tacca.
All'interno dell'area sono presenti, oltre al volume del nuovo ospedale, altri edifici, ristrutturati da Cardini e Raspollini congiuntamente alla nuova edificazione: il vecchio Istituto ortopedico, ora magazzino farmaceutico e sede degli uffici amministrativi, la Villa Margherita, sede delle direzione, e la ex casa colonica, già residenza del custode.

## Storia

### Villa Margherita

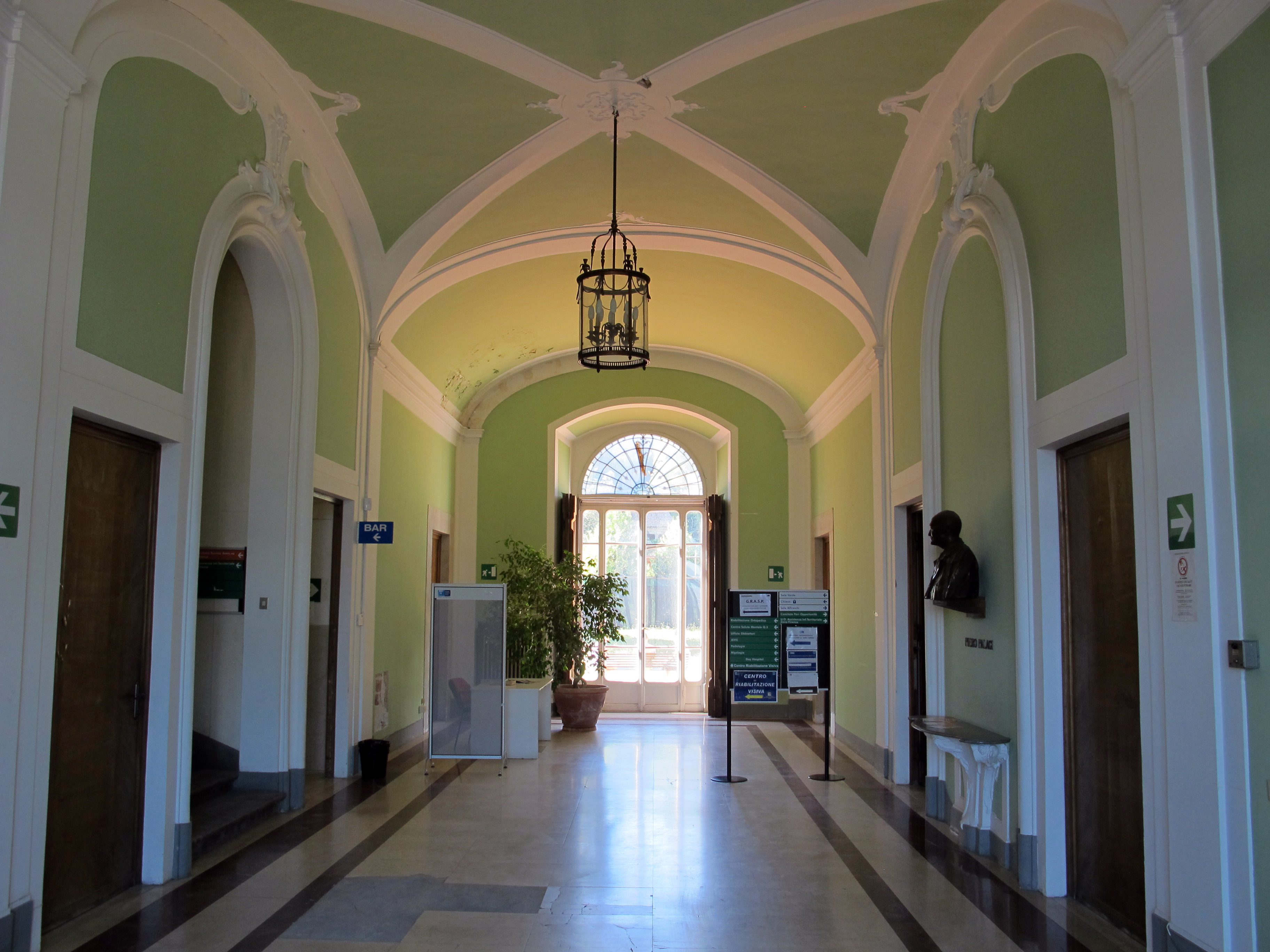
Ingresso della parte vecchia

Da un lascito ereditario del 1916 di Matilde Orvieto-Forti e Alice D'Ancona-Orvieto che aveva consentito l'acquisto di uno stabile in via del Ponte alle Mosse per destinarvi un luogo per la cura delle deformità congenite o provenute da malattie o per invalidità del lavoro o di guerra, nel 1923 per inadeguatezza del luogo si scelse al suo posto Villa Margherita sulle propaggini dei colli che circondano Firenze verso Montici e Gamberaia. Di origine trecentesca e proprietà dei Serristori, la villa era passata nel corso dei secoli ai Brunacci-Mastiani e poi, in ultimo, ai Dufour-Berte.
L'ospedale fu aperto nei nuovi locali nel 1923, sotto la direzione di Piero Palagi: l'Istituto aveva iniziato la sua attività con 40 posti letto, cresciuti anzi più che raddoppiati ( 85 ) di lì a pochi anni.
L'ambulatorio ortopedico, ospitato dapprima nella Clinica Chirurgica cittadina, dal 1925 poté essere trasferito presso il medesimo Istituto.  L'istituto, adattato nella struttura pur nel rispetto dell'originaria architettura dall'ingegner Ugo Giovannozzi, aveva già iniziato a svolgere, all'epoca dell'inaugurazione, la propria attività e in un anno aveva assistito oltre quattrocento ammalati.
Nel 1933 l'edificio originario fu ampliato di due padiglioni e nel 1940 si aprì un centro per pliomielitici e spastici. Nel 1947 aveva una capacità di 160 posti letto. A partire da quest'anno la direzione era passata ad Oscar Scaglietti e il nome dell'Istituto variato in quello del suo primo illustre direttore Piero Palagi, morto il 18 marzo 1947.
La ristrettezza dei locali e la nascita del complesso INAIL messo a disposizione dettero l'opportunità ad Oscar Scaglietti, nel 1962, e alla sua scuola, di trasferirsi, trapiantando la scuola ortopedica fiorentina nella nuova sede del Centro Traumatologico Ortopedico. Nella struttura di Villa Margherita nel corso degli ultimi decenni sono stati ospitati nuovi servizi e la mensa aziendale. Dopo accurata ristrutturazione, nel 2019 è stato inaugurato presso Villa Margherita il Polo Odontoiatrico della Asl Toscana Centro prima clinica dentistica pubblica italiana.

### Il nuovo IOT e la centrale del Numero unico di emergenza 112

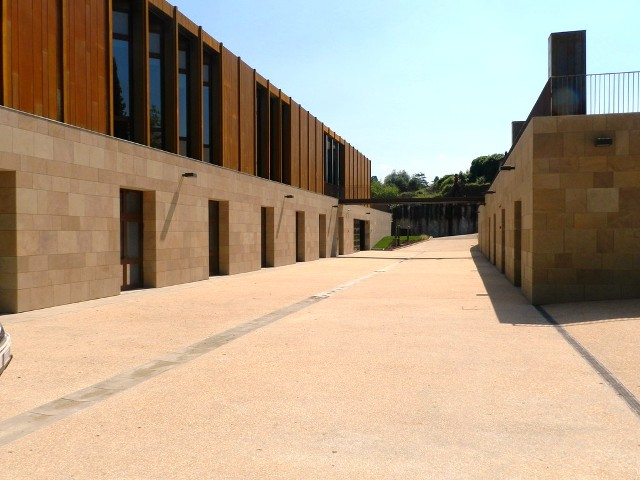
Esterno della nuova Centrale del NUE a monte dello I.O.T.

A causa degli spazi sempre meno idonei intanto, agli esordi degli anni Sessanta, l'architetto Domenico Cardini venne incaricato dall'azienda ospedaliera di Firenze di procedere al restauro dell'ospedale ortopedico Palagi e di alcuni edifici inseriti nell'area, e di progettare un nuovo edificio, attiguo e comunicante con il preesistente, contenente gli uffici e gli ambulatori, tre unità di reparto e una sala operatoria. Un primo progetto, riguardante il nuovo IOT e la ristrutturazione della ex casa colonica, venne elaborato già a partire dal 1962 e riproponeva alcuni temi progettuali presenti nella tesi di laurea di Rodolfo Raspollini, pubblicata nel 1950. A partire dal 1965 si successero numerose varianti e aggiornamenti, necessari per adeguare le complesse esigenze della committenza con le proposte dei progettisti. Nuove piante e sezioni dei vari piani sono proposte il 10 giugno 1969, in parte superate dal progetto del nuovo nucleo, aggiornato nel settembre 1971. Ulteriori modifiche furono apportate con il progetto di ristrutturazione dell'ottobre 1978 e con la variante del gennaio 1980. I lavori, avviati poco dopo vennero conclusi nel 1985: il nuovo IOT fu inaugurato nel 1986.
I lunghi tempi del cantiere furono prevalentemente dovuti all'irregolare stanziamento di fondi da parte della committenza.
Ad aprile 2014 è stata inaugurata a monte una nuova palazzina di 2.000 metri quadrati su due piani che ospita, a partire dai primi mesi del 2021, la nuova Centrale Operativa del NUE per tutti i prefissi regionali. L'edificio è dotato di tutte le tecnologie attuali ed è a prova sismica.
Nel 2015 i locali ospitano anche la Centrale Operativa Esculapio, la sezione che si occupa dei servizi ordinari e non di emergenza di tutto il territorio fiorentino.

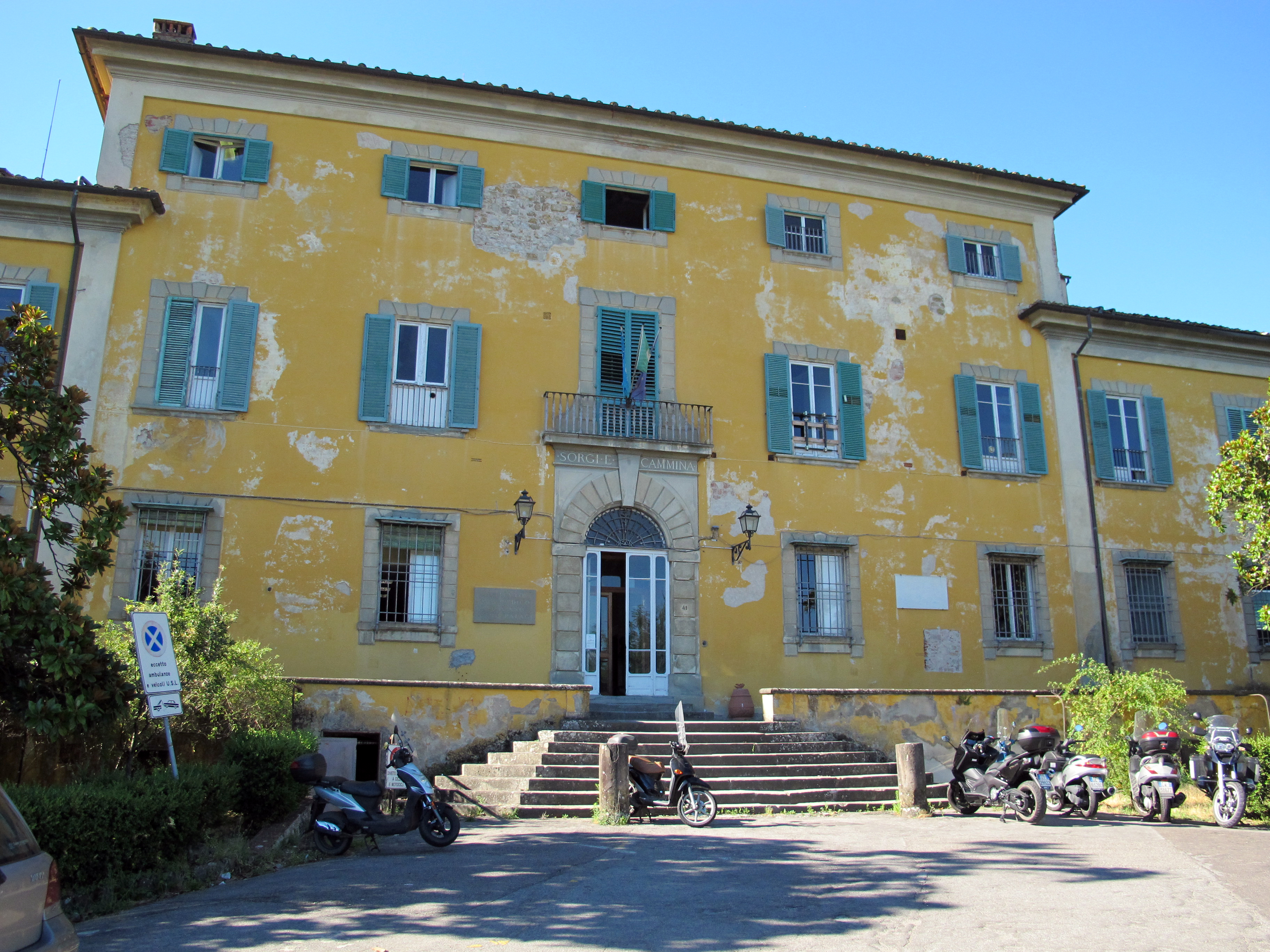
Parte vecchia

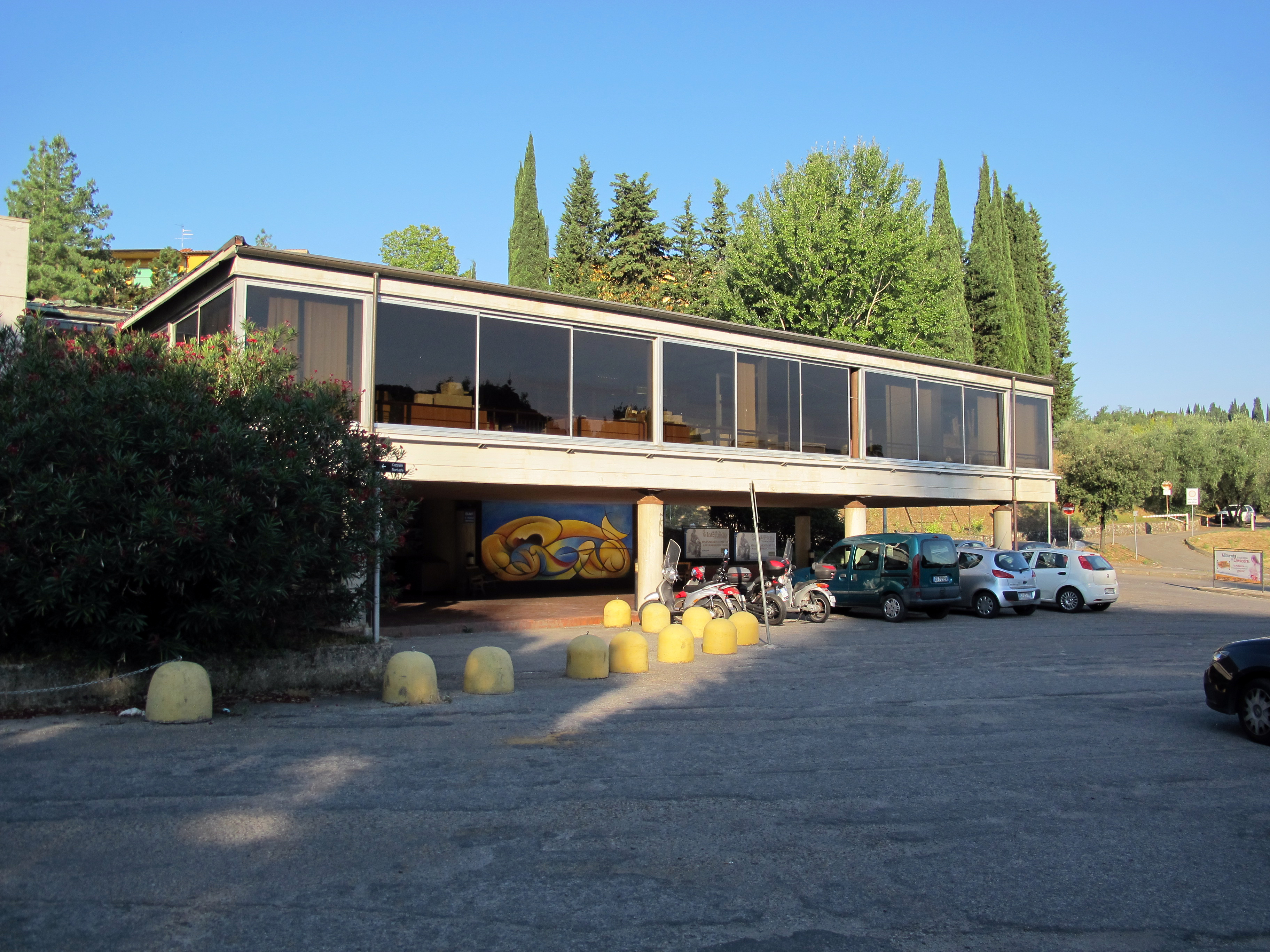
Parte nuova

#### Architettura

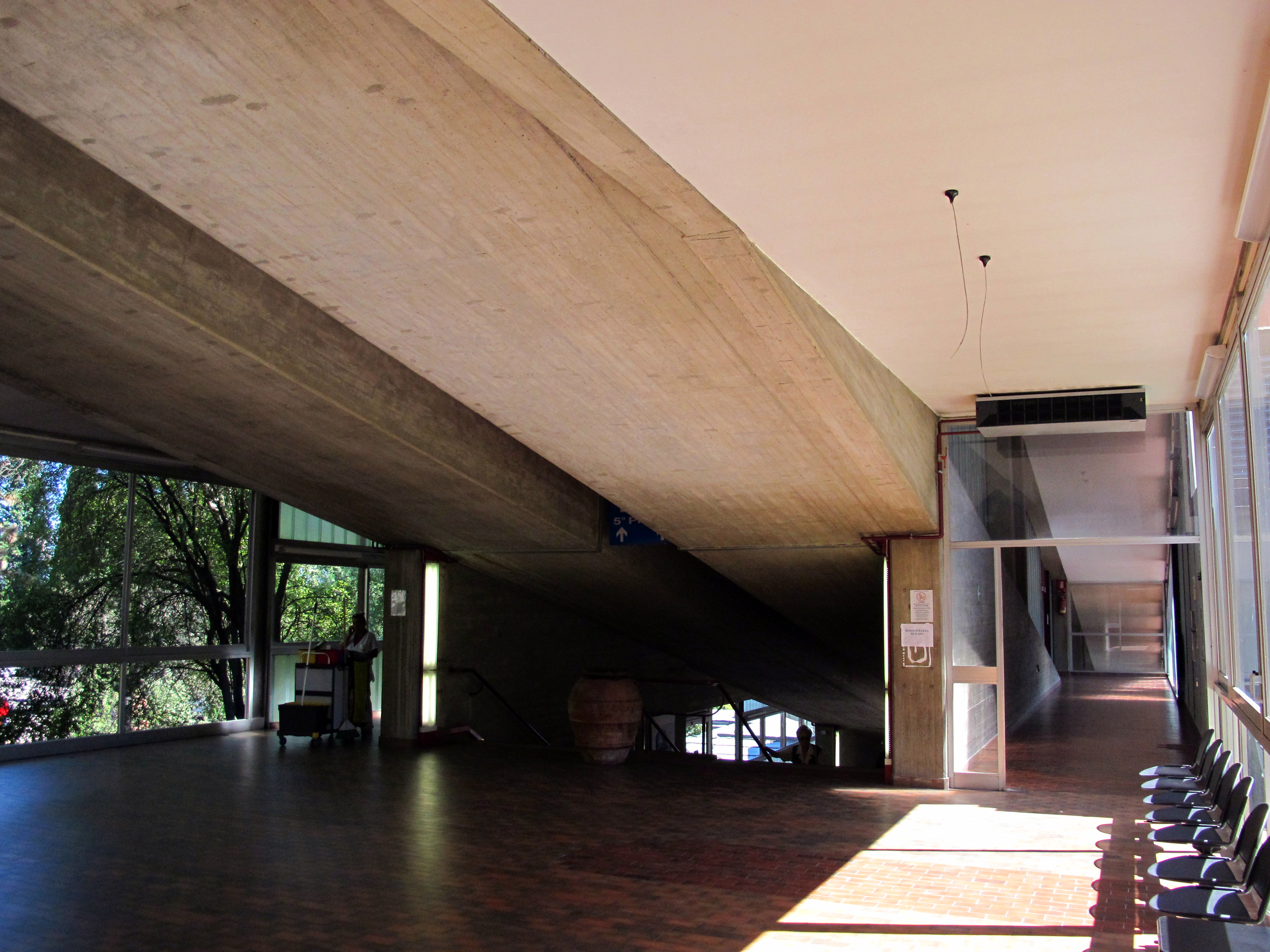
La scalinata

Il nuovo IOT presenta un impianto e una volumetria estremamente articolati ed è caratterizzato dall'adattamento dei singoli volumi all'orografia del sito e dalla sperimentazione di una nuova tipologia ospedaliera, data dall'abbinamento di una spina dorsale destinata a collegamenti e sosta e di una serie di corpi, attestati su tale asse, destinati ai reparti e alle sale operatorie.
L'impianto è dunque costituito da un volume a sviluppo longitudinale, contenente le scale e gli ascensori e articolato perpendicolarmente alle curve di livello, che si aggancia verso occidente al preesistente edificio del vecchio ospedale e che genera, a sud est e ortogonalmente all'asse longitudinale, i 6 corpi dei reparti, disposti in modo tale da godere al meglio dei benefici dell'orientamento. Tale distribuzione, funzionale e organica al contempo, genera una sorta di griglia le cui linee trasversali sono costituite al centro dai reparti e, alle estremità rispettivamente est e ovest, dai due corpi degli uffici, accettazione e ambulatori, e delle sale operatorie, caratterizzati da una maggiore ampiezza rispetto ai precedenti. Le linee longitudinali sono invece costituite alle estremità dai due collegamenti (rispettivamente a nord per il pubblico e a sud di servizio) e al centro da nuclei in cui sono situati i servizi che fungono da scansione degli spazi tra i singoli reparti, così da costituire su ciascun livello tre piccoli giardinetti sui quali affacciano le camere delle degenze.
Tale articolazione è chiaramente leggibile in facciata. Il fronte a valle è tripartito, nella soluzione formale come nella destinazione: al centro è situata la "testa" dell'asse longitudinale dei collegamenti, costituita da un muro cieco in cemento faccia vista con un taglio centrale verticale sormontato da lucernario verticale; a sinistra il fronte degli uffici, su due piani fuori terra, è scandito orizzontalmente tramite un primo livello - arretrato rispetto al sovrastante, costituito da una cortina in cemento in cui si inseriscono modularmente delle porte - e un secondo, dato da una serie continua di finestre con brise-soleil sovrastata da una serie di luci, arretrate e a filo con il piano terra; il corpo di destra (gli uffici) è dato da un unico piano interamente vetrato e su piloti al quale si accede dal lato occidentale.
Il fronte occidentale è costituito da un corpo vetrato e presenta un profilo inclinato che segue naturalmente l'andamento del terreno: tale cortina vetrata, nella quale risalta il disegno del telaio metallico, è caratterizzata dalla presenza della spina dorsale in cemento armato, elemento strutturale situato al centro del collegamento ed adibito ad accogliere le scale e l'ascensore a cremagliera.

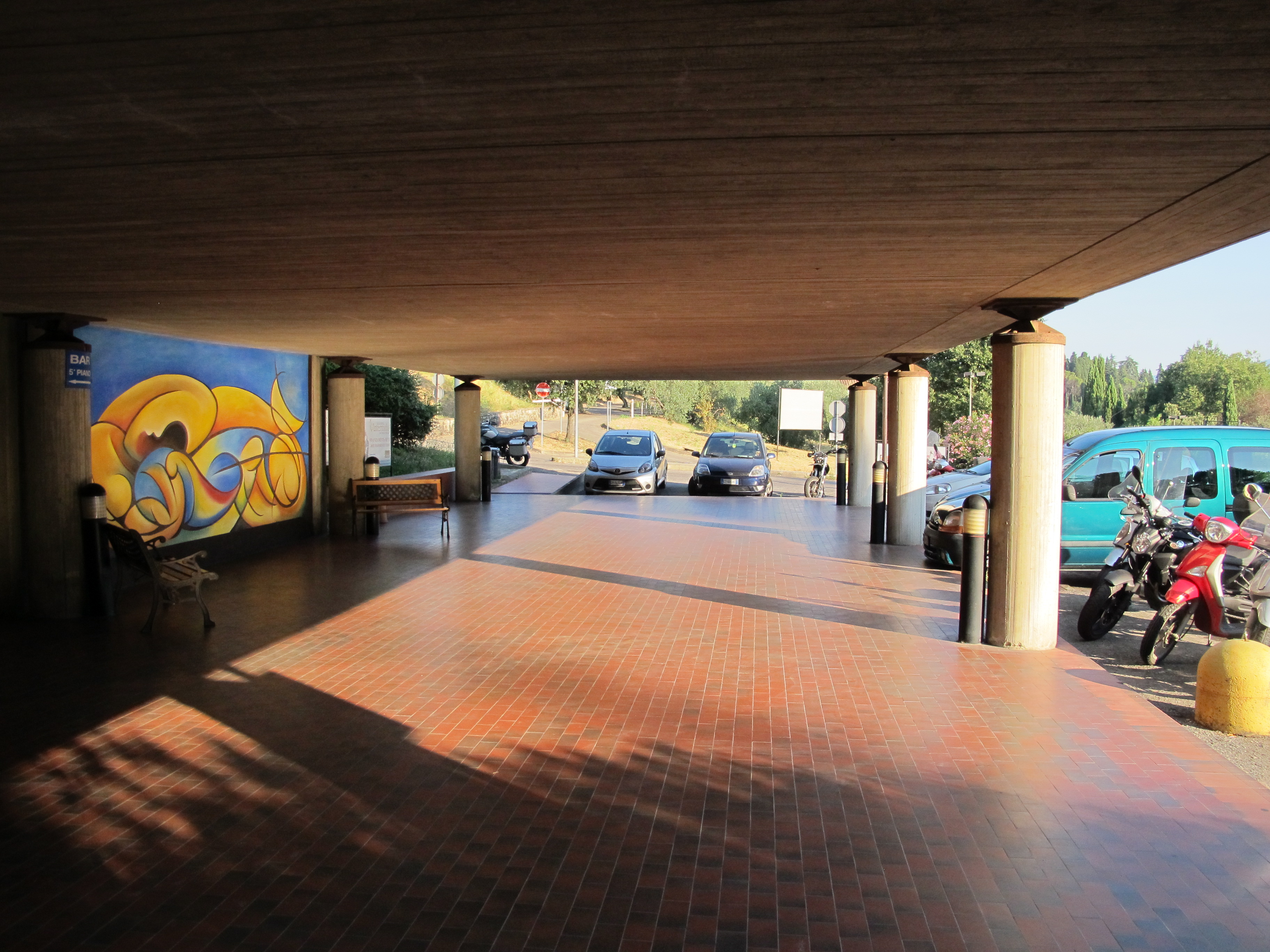
La pensilina

A valle di questo fronte è situata la pensilina che segnala l'accesso per i pedoni, mentre poco più in alto è situato il sottopasso di accesso ai garage. Il dislivello del terreno è accompagnato su questo lato da una serie di scale e percorsi in cotto, che permettono l'accesso diretto ai singoli livelli. Per quanto concerne i fronti dei singoli padiglioni, su uno o due livelli a seconda che affaccino a valle o a monte, questi presentano tutti la cortina in cemento faccia vista e la medesima soluzione formale: un piano terra arretrato scandito da finestre a nastro e un piano superiore da finestre continue con brise-soleil. I nuclei di raccordo a un piano sono caratterizzati, come i piani terra, dalla muratura in cemento faccia vista e dalle finestre a nastro.
Degli stessi architetti è anche la chiesa dei Santi Antonio e Margherita.

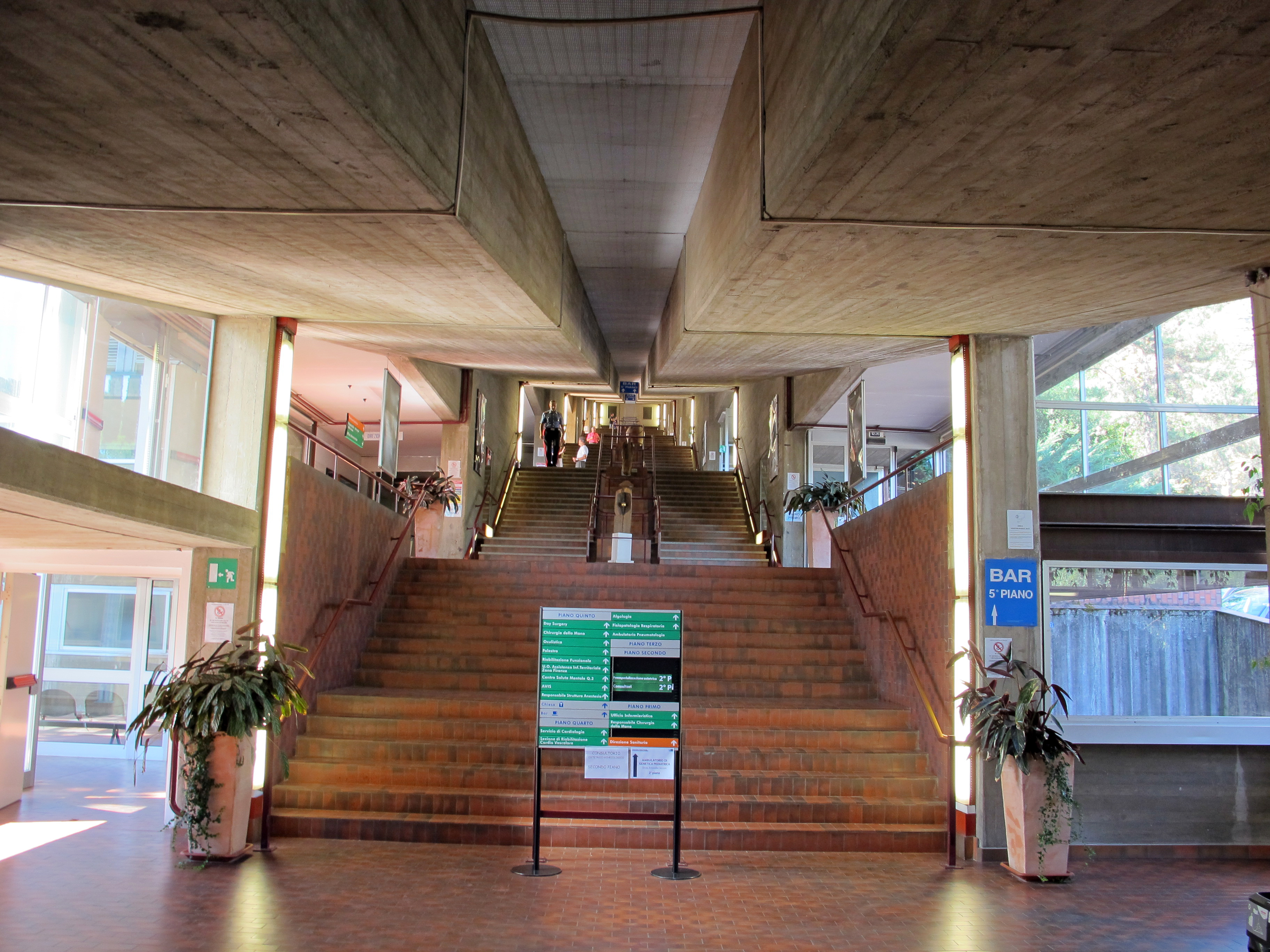
La scalinata

#### Interni
Relativamente all'interno, dalla pensilina sul lato settentrionale si accede direttamente all'atrio, ampio e luminoso vano articolato su più livelli raccordati tramite scale e dominato dalla presenza della struttura in cemento armato dell'ascensore (massicci pilastri che sostengono il piano inclinato dei binari) e dall'infilata prospettica della scalinata che da questo livello conduce a quello più alto delle sale operatorie. Su questo asse si articolano gli accessi ai singoli reparti, concepiti a tutti e 4 i livelli come un ampio vano a pianta quadrata, illuminato sia dal fronte settentrionale che dalla parete vetrata che affaccia sui giardinetti dei padiglioni.

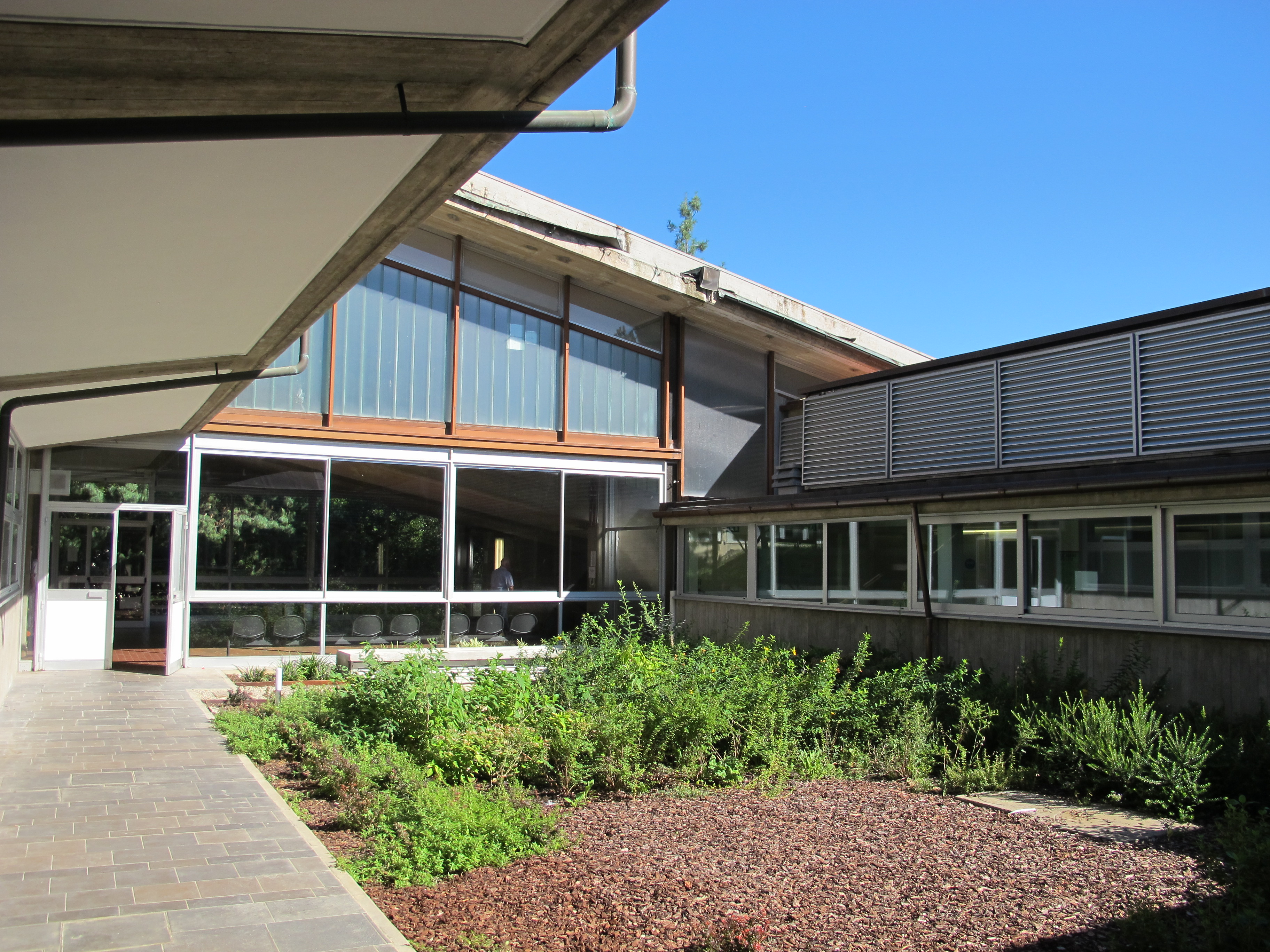
Una delle terrazze

A conclusione di tale sistema, e in posizione dominante rispetto all'intero ospedale, si trova la sala operatoria, alla quale si accede tramite gli ingressi di servizio (rispettivamente dal vecchio nucleo dell'ospedale e dall'esterno) o tramite l'ascensore. Per quanto concerne l'articolazione del piano tipo dei padiglioni, questo presenta una pianta rettangolare data da due corpi paralleli divisi al centro da una serie di tre giardinetti e raccordati da due nuclei, a un solo piano, nei quali sono situate le cucine di servizio al reparto e alcuni servizi; il corpo verso valle è costituito in successione dal corridoio longitudinale, finestrato verso i giardinetti, dalla teoria dei servizi delle camere (rispettivamente divisi in doccia e wc ai due lati della porta) e da una serie di 14 camere (con 3 o 6 posti letto), con ampie e luminose finestre verso valle. Il corpo a monte è costituito invece da due corridoi articolati, attorno ai quali si dispongono tre unità di servizi: guardaroba e servizi, medicheria, vani per il personale.
Il complesso ospedaliero è oggi utilizzato come sede di varie discipline ambulatoriali, attività chirurgica diurna, clinica odontoiatrica. Il Pronto Soccorso ortopedico e l'attività operatoria traumatologica ad esso correlato sono confluite nel complesso CTO dell'AOU Careggi dopo la dismissione della Usl 10d. 

#### Fortuna critica
Il giudizio critico più rilevante sull'opera è quello di Koenig (1987) che non esita a definire lo IOT la "seconda opera fiorentina dopo la stazione". La qualità maggiore dell'edificio risiede, secondo il critico, nell'aver privilegiato le qualità spaziali e funzionali a quelle formali, scelta che determina una evidente modernità dell'opera, ancora oggi valida. Secondo Paola Puma molto più semplicemente è da rilevare l'attenzione posta dai progettisti al dimensionamento dell'intero organismo architettonico, con l'intento di sperimentare un nuovo modello ospedaliero.

## Ambulatori e servizi
Tutti gli ambulatori e i servizi.
- Centrale operativa 112 - Numero Unico Emergenze (NUE) per la Regione Toscana[2]
- Day service multidisciplinare
- Cardiologia
- Pneumologia
- Terapia del dolore
- Neuroriabilitazione
- Reumatologia
- Oculistica
- Oculistica laser ecoangiografia
- Ortottica
- Centro riabilitazione visiva
- Chirurgia della mano
- GRASP (gruppo riabilitazione arto superiore polifunzionale)
- Ambulatori chirurgia ginecologia
- Chirurgia a ciclo diurno (Day Surgery) e preospedalizzazione
- Consultorio
- Centro unico diagnosi prenatale
- Proctologia
- Endocrinologia
- Odontostomatologia
- Medicina vascolare
- Riabilitazione funzionale
- Dietetica professionale
- Radiodiagnostica
- Centro salute mentale
- Disturbi del Comportamento Alimentare
- Servizio di nutrizione artificiale aziendale
- Centro raccolta AVIS
- Officina ausili
- Dermatologia

## Teleferica
Il nuovo edificio in cemento armato ha nel ventre della propria struttura a pettine, sopra a un'ampia scalinata, una teleferica a scorrimento - al posto dei precedenti ascensori in verticale -  che segue il pendio della collina e collega i piani a pettine nei quali si trovano i reparti e gli ambulatori medici.

### Caratteristiche
Due sono i binari e entrambi gli impianti sono automatici e gratuiti per il pubblico; a seconda delle necessità del traffico passeggeri effettuano la discesa e la salita tra tutti e i 5 piani, anche in contemporanea e nella stessa direzione.